# Jan Philipp Gloger

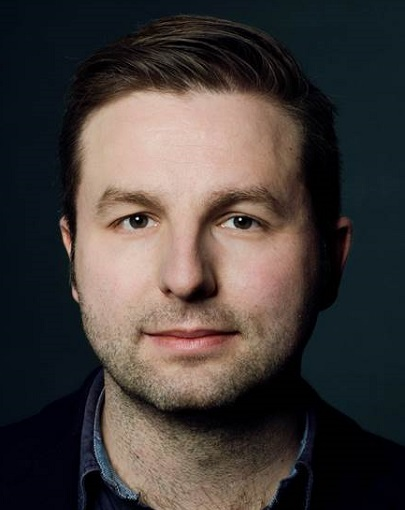
Jan Philipp Gloger (2016)

Jan Philipp Gloger (* 1981 in Hagen) ist ein deutscher Theaterregisseur und Schauspieldirektor am Staatstheater Nürnberg. Mit der Spielzeit 2025/26 wird Gloger die Direktion des Wiener Volkstheaters übernehmen.

## Leben
Nach dem Abitur studierte Gloger Angewandte Theaterwissenschaft an der Justus-Liebig-Universität Gießen und Regie an der Zürcher Hochschule der Künste. Er war Stipendiat der Studienstiftung des deutschen Volkes. Während der Ausbildung hospitierte er bei Johan Simons, assistierte bei der Gruppe Rimini Protokoll und arbeitete als Bühnenmusiker. Seine Inszenierung Tosca. Con scenica scienza io saprei la movenza war bei der Ruhrtriennale 2005 zu sehen, das szenische Konzert Verve beim Festival Frankfurter Positionen 2006 und 2007 Biedermann und die Brandstifter nach Max Frisch beim Regieschul-Festival „Körber Studio Junge Regie“ in Hamburg.
Seit 2007 inszeniert Gloger an verschiedenen deutschsprachigen Theatern, etwa am Bayerischen Staatsschauspiel München, am Deutschen Theater Berlin oder am Deutschen Schauspielhaus. 2017 inszeniert er am Düsseldorfer Schauspielhaus die Uraufführung von Elfriede Jelineks Stück Das Licht im Kasten. Seine Operninszenierungen waren ab 2010 unter anderem an der Semperoper Dresden, der Oper Frankfurt, an der Nederlandse Opera Amsterdam und am Royal Opera House in London zu sehen. 2012 eröffnete seine Neuinszenierung Der fliegende Holländer von Richard Wagner die Bayreuther Festspiele.
Von 2011 bis 2013 war Gloger Leitender Regisseur am Staatstheater Mainz, seit 2018 ist er Schauspieldirektor des Staatstheaters Nürnberg. In seiner Direktion wurde das Schauspiel des Staatstheaters regelmäßig zu Festivals eingeladen, erstmals in seiner Geschichte auch zum Berliner Theatertreffen.
Unter Glogers Direktion wurde der Begegnungsort „3. Etage“ am Schauspiel Nürnberg eröffnet. In der Spielzeit 2021/22 beschäftigte sich das Theater mit Rechtsextremismus, beteiligte sich an dem Projekt „Kein Schlussstrich“ zum NSU-Komplex und bespielte erstmalig den Schwurgerichtssaal 600, in dem die Nürnberger Prozesse stattfanden. Gloger selbst inszenierte einen Abend mit verschiedenen Stücktexten Elfriede Jelineks, die sich mit Kontinuitäten rechter Gewalt beschäftigen. 2023 wurde mit dem „Extended Reality Theater“ (XRT) eine Spielstätte für Theater mit digitalen Mitteln und Erzählformen geschaffen.
Im Februar 2024 wurde bekanntgegeben, dass Gloger mit der Saison 2025/26 Kay Voges als künstlerischer Leiter des Wiener Volkstheaters nachfolgen wird.
Gloger hielt Vorträge an der Zürcher Hochschule der Künste, am Leibniz-Zentrum für Literatur- und Kulturforschung und an der Hochschule für Musik und darstellende Kunst in Frankfurt. Er veröffentlichte Texte in der Zeitschrift Theater der Zeit und im Guardian und wurde für das Lehrbuch Lektionen 2: Regie interviewt.
Glogers Inszenierungen wurden mit Preisen bei den Mülheimer Theatertagen, den Bayerischen Theatertagen und dem Heidelberger Stückemarkt ausgezeichnet. 
Er ist Mitglied der Deutschen Akademie der Darstellenden Künste.

## Inszenierungen
- Philipp Löhle: Genannt Gospodin, Bayerisches Staatsschauspiel München, 2007
- Bertolt Brecht: Die heilige Johanna der Schlachthöfe, Grillo-Theater Essen, 2008
- Johann Wolfgang von Goethe: Clavigo, Theater Augsburg, 2008
- Simon Fröhling: Feindmaterie (Uraufführung), Theater Biel Solothurn, 2008
- Gotthold Ephraim Lessing: Emilia Galotti, Theater Augsburg, 2008
- Pierre Carlet de Marivaux: Die Unbeständigkeit der Liebe, Bayerisches Staatsschauspiel München, 2008
- Esteve Soler: Gegen den Fortschritt (Uraufführung), Bayerisches Staatsschauspiel München, 2009
- Traumnovelle nach Arthur Schnitzler, Staatstheater Mainz, 2009
- Heinrich von Kleist: Prinz Friedrich von Homburg, Theater Augsburg, 2009
- William Shakespeare: Viel Lärm um nichts, Bayerisches Staatsschauspiel München, 2010
- Ailish Ni Riain: Beaten (Uraufführung), Deutsches Theater Berlin, 2010
- Friedrich Schiller: Kabale und Liebe, Staatstheater Mainz, 2010
- Wolfgang Amadeus Mozart: Le nozze di Figaro, Theater Augsburg, 2010
- Albert Camus: Das Missverständnis, Bayerisches Staatsschauspiel München, 2011
- Philipp Löhle: Das Ding (Uraufführung), Deutsches Schauspielhaus Hamburg, Ruhrfestspiele Recklinghausen, 2011
- Georg Friedrich Händel: Alcina, Sächsische Staatsoper Dresden, 2011
- Elfriede Jelinek: Winterreise, Staatstheater Mainz, 2011
- Ferenc Molnár: Liliom, Staatstheater Mainz, 2012
- Richard Wagner: Der fliegende Holländer, Bayreuther Festspiele, 2012
- Georg Büchner: Leonce und Lena, Theater Augsburg, 2012
- Philipp Löhle: Nullen und Einsen (Uraufführung), Staatstheater Mainz, 2013
- Wolfgang Amadeus Mozart: Idomeneo, Oper Frankfurt, 2013
- William Shakespeare: Was ihr wollt, Staatstheater Mainz, 2013
- Peter Handke: Kaspar, Staatstheater Mainz, 2013
- Charles Gounod: Faust, Opernhaus Zürich, 2013
- Giuseppe Verdi: Simon Boccanegra, Sächsische Staatsoper Dresden, 2014
- Ödön von Horváth: Kasimir und Karoline, Schaubühne am Lehniner Platz in Berlin, 2014
- Elfriede Jelinek: Schatten (Deutsche Erstaufführung), Badisches Staatstheater Karlsruhe, 2014
- Friedrich Schiller: Die Verschwörung des Fiesco zu Genua, Staatsschauspiel Dresden, 2015
- Philipp Löhle: Kollaps (Uraufführung), Hessisches Staatstheater Wiesbaden, 2015
- Antonio Vivaldi: La verità in cimento, Opernhaus Zürich, 2015
- Richard Strauss: Der Rosenkavalier, De Nederlandse Opera Amsterdam, 2015
- Kafka/Heimkehr, Hessisches Staatstheater Wiesbaden, 2015
- Euripides: Die Troerinnen, Badisches Staatstheater Karlsruhe, 2016
- Gioachino Rossini: Il barbiere di Siviglia, Aalto-Theater Essen, 2016
- Wolfgang Amadeus Mozart: Così fan tutte, Royal Opera House Covent Garden, London, 2016
- Philipp Löhle: Du (Norma) (Uraufführung), Nationaltheater Mannheim, 2016
- Elfriede Jelinek: Das Licht im Kasten (Uraufführung), Düsseldorfer Schauspielhaus, 2017
- William Shakespeare: Maß für Maß, Hessisches Staatstheater Wiesbaden, 2017
- Wolfgang Amadeus Mozart: La Betulia liberata, Oper Frankfurt, 2017
- Max Frisch: Biedermann und die Brandstifter, Hessisches Theater Wiesbaden, 2017
- Alexander von Zemlinsky / Giacomo Puccini: Eine florentinische Tragödie / Gianni Schicchi, De Nederlandse Opera Amsterdam, 2017
- Ayad Akthar: Junk, Deutsches Schauspielhaus Hamburg, 2018
- Franz Kafka: Das Schloss, Düsseldorfer Schauspielhaus, 2018
- Eugène Ionesco: Ein Stein fing Feuer, Staatstheater Nürnberg, 2018[13]
- Philipp Löhle: Am Rand (Ein Protokoll) (Uraufführung), Staatstheater Nürnberg, 2019
- Gioachino Rossini: Il turco in Italia, Opernhaus Zürich, 2019
- Euripides in einer Übertragung von Roland Schimmelpfennig: Die Besessenen, Staatstheater Nürnberg, 2019[14]
- Emmerich Kálmán: Die Csárdásfürstin, Opernhaus Zürich, 2020
- Heinrich Heine: Lieber ein lebendiger Hund als ein toter Löwe!, Düsseldorfer Schauspielhaus, 2020
- Heinrich von Kleist: Das Erdbeben in Chili, Staatstheater Nürnberg, 2020
- Philipp Löhle: Isola, (UA, Theaterfilm), Staatstheater Nürnberg, 2021
- nach William Shakespeare, Macbeth – Ein Kurznachrichtentheater, (UA, digital), Staatstheater Nürnberg 2021
- Elfriede Jelinek: Wolken.Heim / Rechnitz (Der Würgeengel) / Das schweigende Mädchen, Staatstheater Nürnberg 2021
- Friedrich Schiller: Don Karlos, Staatstheater Nürnberg 2022
- Wolfgang Amadeus Mozart: Le nozze di Figaro, Opernhaus Zürich 2022
- Carl Millöcker / Theo Mackeben: Die Dubarry, Volksoper Wien 2022
- Theresia Walser: Ich bin wie ihr, ich liebe Äpfel, Staatstheater Nürnberg 2022
- Thomas Köck: Vendetta Vendetta, Staatstheater Nürnberg 2023
- Gioachino Rossini: La Cenerentola, Staatstheater Nürnberg 2023
- Jonathan Spector: Die Nebenwirkungen, Burgtheater 2023
- Friedrich Schiller: Wallenstein, Staatstheater Nürnberg 2024
- Giuseppe Verdi: Un ballo in maschera, Oper Köln, 2024
- Philipp Löhle: Genannt Gospodin, Staatstheater Nürnberg 2024
- Gioachino Rossini: Tancredi, Bregenzer Festspiele, 2024
- Ralph Benatzky: Im weißen Rössl, Volksoper Wien, 2024
- Sokola//Spreter: Eliza (UA), Staatstheater Nürnberg, 2025
- Richard Strauss: Die schweigsame Frau, Staatsoper Unter den Linden, 2025

## Auszeichnungen
- 2008: Regiepreis der Bayerischen Theatertage für Goethes Clavigo[15]
- 2012: Publikumspreis der Mülheimer Theatertage für Das Ding von Philipp Löhle (Deutsches Schauspielhaus Hamburg).[16]
- 2015: NachSpielPreis des Heidelberger Stückemarkts für Elfriede Jelineks Schatten (Badisches Staatstheater Karlsruhe).[17]
- 2022: Operettenfrosch des Bayrischen Rundfunks für Die Dubarry von Carl Millöcker (Volksoper Wien).[18]
- 2022/23: Bestes „Spartenübergreifendes Format“ in der Saisonbilanz der Deutschen Bühne für Vendetta Vendetta.